# 顾也鲁
顾也鲁（1916年—2009年12月23日），原名顾念椿，学名顾仁祥，曾用名顾忆椿，籍贯江苏吴县，出生于常熟，中国电影表演艺术家，代表作有《梁山伯与祝英台》、《渔家女》、《大富之家》等。2005年被国家广电总局授予“优秀电影艺术家”称号。

## 影视作品

### 電影
| 年份   | 片名           | 角色   | 備注     |
| 1938年 | 情天血泪       |        |          |
| 1943年 | 渔家女         | 崔时俊 |          |
| 1951年 | 和平鸽         | 宋医生 |          |
| 1962年 | 女理髮師       | 顾客   |          |
| 1964年 | 霓虹灯下的哨兵 | 资本家 | 客串出演 |

### 電視劇
| 年份   | 劇名 | 角色   | 備注 |
| 1990年 | 围城 | 韩学愈 |      |